# Colégio Nórdico Francófono
O Colégio Nórdico Francófono (em francês: Collège nordique francophone; em inglês: Northern Francophone College) é a única instituição de ensino superior francófona dos Territórios do Noroeste, Canadá. Foi fundada em 2011 e começou a oferecer cursos em 2012. Sua sede é em Yellowknife.